# Алейников, Пётр Мартынович
Пётр Марты́нович Але́йников (бел. Пётр Ма́рцінавіч Але́йнікаў; 12 [25] апреля 1914, Кривель, Могилёвская губерния — 9 июня 1965, Москва) — советский киноактёр. Кавалер ордена «Знак Почёта» (1944).

## Происхождение
Родился 12 (25) апреля 1914 год деревне Кривель Любиничской волости Горецкого уезда Могилёвской губернии в крестьянской семье белорусов-католиков Мартина Марковича Алейника и Марианны Алексеевны ур. Сенокос (умерла в августе 1963). Крещён 13 (26) апреля 1914 год ксендзом Иоанном Боровиком в римско-католическом костёле Посещения Пресвятой Девой Марией Св. Елизаветы в деревне Фащевка. Восприемниками при крещении были Иосиф Аржанович и Екатерина Тямрук.
Исходя из оригинала метрической записи о рождении и крещении, следует считать, что известная из некоторых источников дата рождения 29 июня (12 июля) 1914 года является ошибочной.

## Биография
Отец рано умер, в десять лет мальчик сбежал из дома и бродяжничал. Его определили в школу-интернат, где местный киномеханик начал обучать парнишку своему мастерству. Так Петя полюбил кино и захотел стать актёром. Из интерната сбежал, чтобы пробраться в Москву, где «учат на актёров». Был снова задержан и попал в детскую трудовую колонию. Здесь окончил драмкружок и в 1931 году приехал в Ленинград с рекомендательным письмом, поселился на Охте и поступил в Техникум сценических искусств на курс Сергея Герасимова.
Ещё будучи студентом начал сниматься в эпизодах: «Встречный», «Крестьяне». Всенародную славу Алейников обрёл после выхода на экраны фильма «Семеро смелых». Роль, сыгранная им в этом фильме — повар Петька Молибога — в полной мере раскрыла его лирико-комедийное дарование и редкое обаяние.

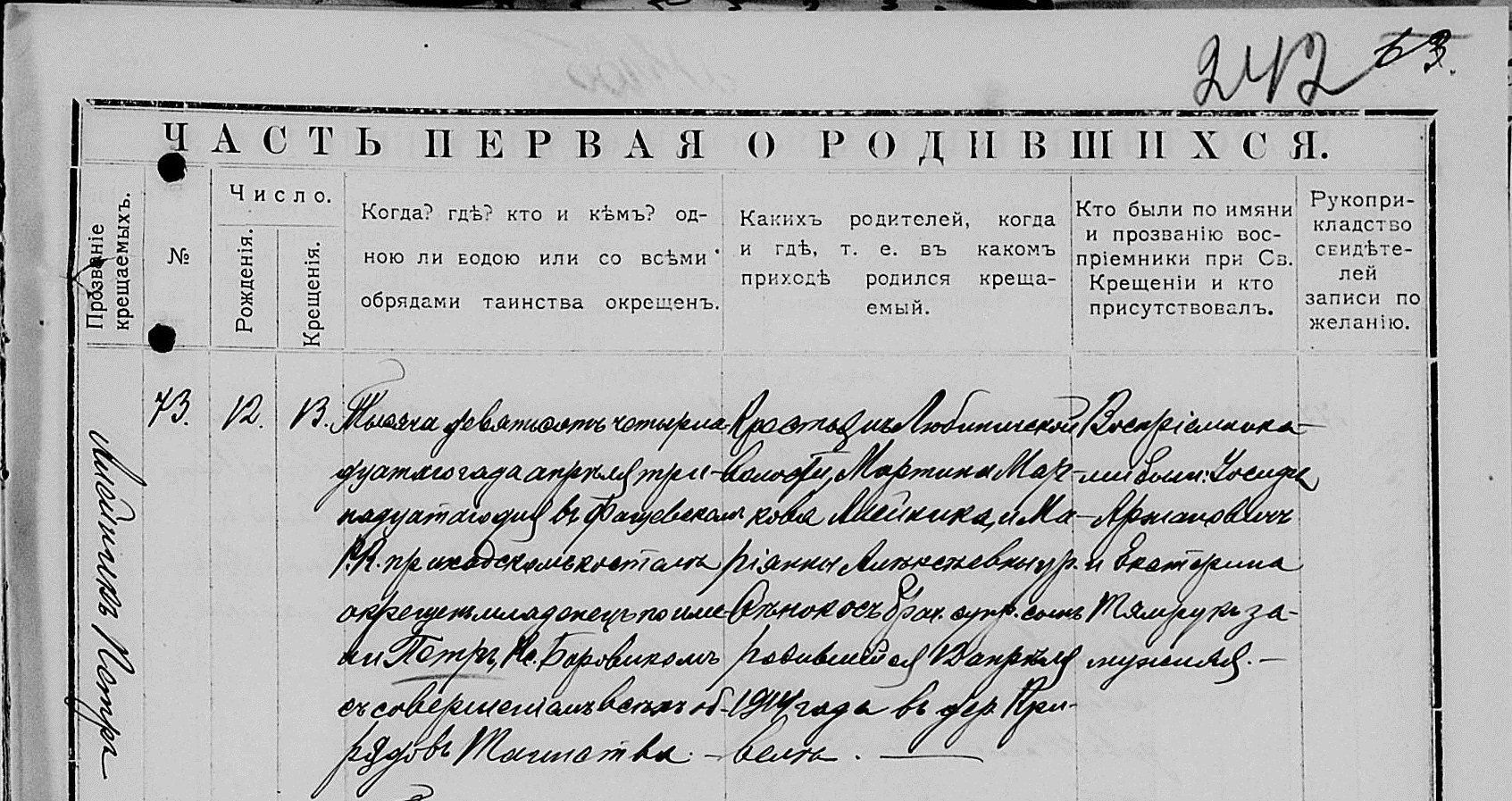
Метрическая запись о рождении и крещении Петра Алейникова

На съёмках фильмов «Трактористы» и «Большая жизнь» Алейников знакомится с актёрами Борисом Андреевым и Николаем Крючковым, дружба с которыми сохранится на долгие десятилетия и, во многих картинах они будут участвовать вместе.
После Великой Отечественной войны карьера Алейникова постепенно пошла на спад. Актёр во многом стал заложником своего привычного амплуа: зрители и режиссёры по-прежнему воспринимали его как Савку из «Трактористов» и Ваню Курского из «Большой жизни», а время требовало других героев, да и сам Алейников становился старше и серьёзнее. Будучи актёром разноплановым, он мечтал о драматических ролях, но с годами его приглашали сниматься всё реже. Во многом это было связано с тем, что Алейников начал злоупотреблять алкоголем — опять же по причине невостребованности. Много гастролировал по стране и за «халтуру» был раскритикован среди прочих артистов в статье директора Гастрольного бюро СССР О. Малаховой «В обход закона», опубликованной в газете «Советская культура».
В 1967 году вышел последний фильм с участием Алейникова «Утоление жажды», где он сыграл роль старого рабочего Марютина.
Скончался Пётр Алейников 9 июня 1965 года в Москве от пневмонии. В последние годы актёр сильно пил и имел серьёзные проблемы со здоровьем. Во время прощания с Алейниковым в Театре киноактёра «Андреев упал большим телом на гроб — и громко зарыдал. И горе его (вот что значит энергетика настоящего артиста) сразу всем передалось — и, как мне показалось, в помещении вокруг гроба сразу стало тесно».
Борис Андреев, узнав о намерениях властей похоронить его друга на Ваганьковском кладбище, добился того, чтобы Петру Алейникову было отдано то место на Новодевичьем кладбище, которое было зарезервировано для самого Андреева.
Он знал, что друг его мечтал покоиться на Новодевичьем кладбище, но власти отказывались выделить там место артисту из-за отсутствия у него каких-либо званий и наград, за исключением ордена «Знак Почёта».
Сам Борис Андреев, народный артист СССР и обладатель множества наград, в том числе и двух Сталинских премий, надел все свои ордена и медали и отправился к председателю исполнительного комитета Моссовета Владимиру Промыслову хлопотать о месте захоронения друга. Услышав отказ, он поинтересовался: где будет похоронен он сам. Услышав о том, что ему положено Новодевичье, Борис Фёдорович потребовал отдать его место другу. А его самого похоронить, где заблагорассудится. Высокий чиновник сдался под напором известного артиста.
О творчестве Петра Алейникова снят фильм «Пётр Мартынович и годы большой жизни» (1974). Лауреат Всесоюзного кинофестиваля в номинации «Первый приз за актёрскую работу» (1968, посмертно).

## Награды и звания
- Орден «Знак Почёта» (14.04.1944) — за исполнение роли Ильина в фильме «Во имя Родины»

## Память
- В Шклове открыт памятник П. М. Алейникову (2015)[7]. Установлен около Дома культуры. Скульптор Алексей Павлючук.

## Семья
- Супруга — Валентина Ивановна Лебедева (1918—1993), монтажёр «Ленфильма».
- Сын — Тарас Алейников (1938—2004), кинооператор. В 1995 году принимал участие в посвящённом отцу выпуске авторской телепрограммы Глеба Скороходова «В поисках утраченного». В 1998 году был в д. Кривеле на открытии дома–музея, куда привёз фотографии из семейного альбома, отцовские рисунки. Их копии находятся в экспозиции.
- Дочь — Арина Алейникова (30 августа 1943), актриса. Известна несколькими заметными ролями, в частности пионервожатой Валентины из «Добро пожаловать, или Посторонним вход воспрещён» режиссёра Элема Климова и танцующей в аэропорту девушки из фильма «Я шагаю по Москве» Георгия Данелии. В настоящее время живёт с семьёй в США.
- Сын — Николай Петрович Алейников (умер в детстве). Из воспоминаний Арины Алейниковой: «…Родители пережили потерю. До меня у них родился второй сын Коля. Папа с мамой и старшим братом Тарасиком уехали в Ташкент — у отца планировалась экспедиция. А годовалый Коля остался с бабушкой в Ленинграде. И тут началась война. Пережили всю блокаду, а когда уже привезли Коленьку в Ташкент к родителям, он умер. Говорят, малыш был очень похож на папу…»[источник не указан 2341 день]

Жил в Москве, на площади Восстания, д.1.

## Фильмография

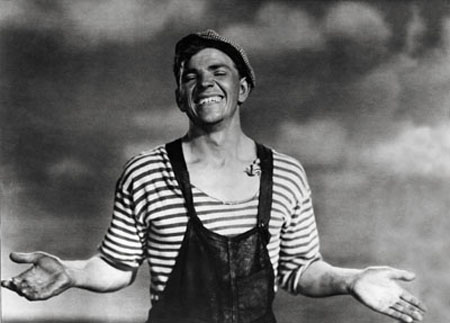
Кадр из фильма «Трактористы»

| Год  |   | Название                                    | Роль                     |
| ---- | - | ------------------------------------------- | ------------------------ |
| 1932 | ф | Встречный                                   | молодой рабочий          |
| 1934 | ф | Люблю ли тебя?                              | Имя персонажа не указано |
| 1935 | ф | Крестьяне                                   | Петя                     |
| 1935 | ф | Подруги                                     | раненый                  |
| 1936 | ф | Семеро смелых                               | поварёнок Молибога       |
| 1936 | ф | Федька                                      | селянин (нет в титрах)   |
| 1937 | ф | За советскую родину                         | Эйно                     |
| 1938 | ф | Комсомольск                                 | Петька Алейников         |
| 1938 | ф | Человек с ружьём                            | солдат                   |
| 1939 | ф | Истребители                                 | лейтенант                |
| 1939 | ф | Трактористы                                 | Савка                    |
| 1939 | ф | Большая жизнь                               | Ваня Курский             |
| 1940 | ф | Шуми городок                                | Вася, изобретатель       |
| 1940 | ф | Пятый океан                                 | Ковтунов                 |
| 1941 | ф | Ночь над Белградом (Боевой киносборник № 8) | подпольщик               |
| 1941 | ф | Случай в вулкане                            | Шаталов                  |
| 1941 | ф | Конёк-Горбунок                              | Иванушка                 |
| 1941 | ф | Мать                                        | подпольщик               |
| 1942 | ф | Александр Пархоменко                        | Гайворон                 |
| 1942 | ф | Боевой киносборник № 11                     | красноармеец             |
| 1942 | ф | Белорусские киноновеллы                     | танкист                  |
| 1942 | ф | Непобедимые                                 | Гриша, шофёр, танкист    |
| 1943 | ф | Во имя Родины                               | Ильин                    |
| 1943 | ф | Она защищает Родину                         | Сеня                     |
| 1944 | ф | Большая земля                               | Костя Коротков           |
| 1944 | ф | Небо Москвы                                 | лейтенант Илья Стрельцов |
| 1944 | ф | Морской батальон                            | Яковлев                  |
| 1946 | ф | Большая жизнь. 2 серия                      | Ваня Курский             |
| 1946 | ф | Глинка                                      | А. С. Пушкин             |
| 1948 | ф | Драгоценные зёрна                           | комбайнёр Яшкин          |
| 1948 | ф | Золотой рог                                 | Виктор Соколов           |
| 1950 | ф | Донецкие шахтёры                            | Постойко                 |
| 1955 | ф | Васёк Трубачев и его товарищи               | Русаков-отец             |
| 1955 | ф | Земля и люди                                | Игнат Ушкин              |
| 1956 | ф | Поэт                                        | красный солдат Стёпа     |
| 1958 | ф | Шофёр поневоле                              | водитель грузовика       |
| 1959 | ф | Ванька                                      | Егорка Кривой            |
| 1959 | ф | Необыкновенное путешествие Мишки Стрекачёва | милиционер               |
| 1959 | ф | Отчий дом                                   | Фёдор                    |
| 1961 | ф | Будни и праздники                           | Юрин                     |
| 1963 | ф | Половодье                                   | собутыльник Зиновия      |
| 1965 | ф | Они не пройдут                              | старик у костра          |
| 1967 | ф | Утоление жажды                              | Марютин                  |